# 1983년 토론토 국제 영화제
제8회 토론토 국제 영화제는 1983년 9월 9일부터 9월 17일까지 열린 시상식이다. 캐나다 온타리오 주 토론토에서 개최되었다. 이 해에는 현대 월드 시네마 프로그램이 도입되었다. 이번 영화제에서는 파울 페르후번의 작품도 조명되었다. 이 영화제는 또한 토론토 출신 감독으로는 처음으로 데이비드 크로넌버그를 기리는 회고전을 열었다. 검열 위원회는 1979년에 승인된 크로넨버그의 영화 브루드의 검열 버전을 사용해야 한다고 주장했다.
개막작으로는 로런스 캐즈던의 '새로운 탄생(The Big Chill)'이 선정됐다. 이 영화는 영화제에서 피플스 초이스 어워드를 수상했으며 나중에 아카데미상, 영국 아카데미 영화상(BAFTA) 및 골든 글로브상에 후보로 올랐다.

## 수상 및 후보

### 관객상
- 새로운 탄생 - 로렌스 캐스단 수상

### FIPRESCI-상
- 포스 맨 - 폴 버호벤 수상